# Juan Hernández Albarracín
Juan Hernández Albarracín (Águilas, 1969) fue un político español, consejero de Empleo, Universidades y Empresa de la Región de Murcia.
- Datos: Q33126494